# 扇町プール

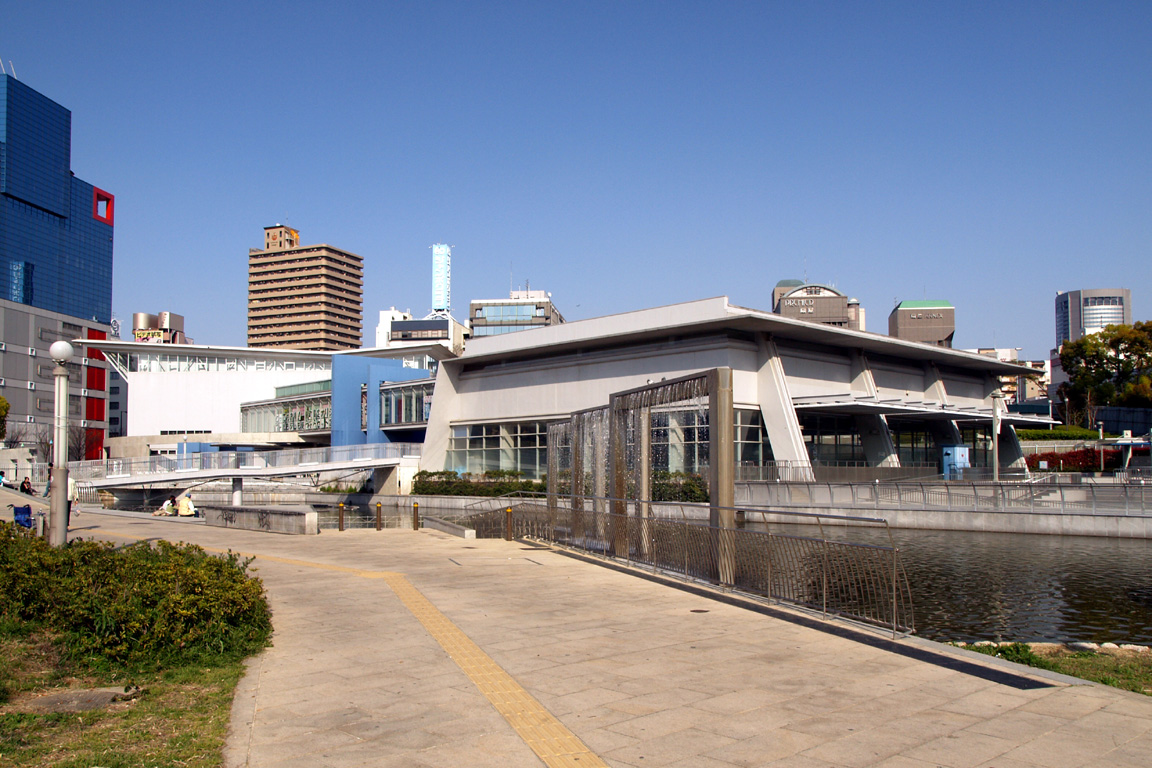
扇町プール

扇町プール（おうぎまちプール）は、大阪市北区扇町公園にある水泳場である。

## 概要
元々は大阪プール（後に港区の八幡屋公園に移転）に隣接し、事実上大阪プールの補助競技場的な役割を持ち、大阪府の水泳のメッカとして親しまれた。
大阪プールの移転に伴う扇町公園整備事業に併せて2011年（平成23年）に全面リニューアルを行った。現在は日本水泳連盟公認の短水路 (25m) 8コースを保有する屋内プールと、夏季（7 - 8月）に限定オープンする屋外プールがある。コナミスポーツクラブが指定管理者となっている。